# Тирана (футбольний клуб)
Футбольний клуб «Тирана» (алб. Klub i Futbollit Tirana) — албанський футбольний клуб зі столиці країни, заснований 1920 року. Виступає у албанській Суперлізі.

## Досягнення
Чемпіонат Албанії
- Чемпіон (26): 1930, 1931, 1932, 1934, 1936, 1937, 1964-1965, 1965-1966, 1968, 1969-1970, 1981-1982, 1984-1985, 1987-1988, 1988-1989, 1994-1995, 1995-1996, 1996-1997, 1998-1999, 1999-2000, 2002-2003, 2003-2004, 2004-2005, 2006-2007, 2008-2009, 2019-2020, 2021-2022

Кубок Албанії
- Володар (16): 1938, 1963, 1976, 1977, 1983, 1984, 1986, 1994, 1996, 1998-1999, 2000-2001, 2001-2002, 2005-2006, 2010-2011, 2011-2012, 2016-2017

Суперкубок Албанії
- Володар (12): 1994, 2000, 2002, 2003, 2005, 2006, 2007, 2009, 2011, 2012, 2017, 2022

Кубок Балкан
- Фіналіст (1): 1983

## Виступи в єврокубках
| Сезон   | Змагання                     | Раунд | Країна            | Суперник          | Вдома          | На виїзді    |  |
| ------- | ---------------------------- | ----- | ----------------- | ----------------- | -------------- | ------------ |  |
| 1965–66 | Кубок європейських чемпіонів | 1Р    | Шотландія         | Кілмарнок         | 0-0            | 0-1          |  |
| 1966–67 | Кубок європейських чемпіонів | 1Р    | Норвегія          | Волеренга         | відмова        | відмова      |  |
| 1969–70 | Кубок європейських чемпіонів | 1Р    | Бельгія           | Стандард          | 1–1            | 0–3          |  |
| 1970–71 | Кубок європейських чемпіонів | 1Р    | Нідерланди        | Аякс              | 2–2            | 0–2          |  |
| 1982–83 | Кубок європейських чемпіонів | 1Р    | Північна Ірландія | Лінфілд           | 1–0            | 1–2          |  |
| 1982–83 | Кубок європейських чемпіонів | 2Р    | СРСР              | Динамо Київ       | відмова        | відмова      |  |
| 1983–84 | Кубок володарів кубків       | 1Р    | Швеція            | Гаммарбю          | 2–1            | 0–3          |  |
| 1986–87 | Кубок володарів кубків       | 1Р    | Румунія           | Динамо Бухарест   | 1–0            | 2-1          |  |
| 1986–87 | Кубок володарів кубків       | 2Р    | Швеція            | Мальме            | 0–3            | 0–0          |  |
| 1988–89 | Кубок європейських чемпіонів | 1Р    | Мальта            | Хамрун Спартанс   | 2–0            | 1-2          |  |
| 1988–89 | Кубок європейських чемпіонів | 2Р    | Швеція            | Гетеборг          | 0–3            | 0–1          |  |
| 1989–90 | Кубок європейських чемпіонів | 1Р    | Мальта            | Сліма Вондерерс   | 5–0            | 0-1          |  |
| 1989–90 | Кубок європейських чемпіонів | 2Р    | Німеччина         | Баварія           | 0–3            | 1–3          |  |
| 1994–95 | Кубок володарів кубків       | КР    | Білорусь          | Бобруйськ         | 3–0            | 1-4          |  |
| 1994–95 | Кубок володарів кубків       | 1Р    | Данія             | Брондбю           | 0–1            | 0–3          |  |
| 1995–96 | Кубок УЄФА                   | КР    | Ізраїль           | Хапоель Беер-Шева | 0–1            | 0–2          |  |
| 1996–97 | Кубок УЄФА                   | 1КР   | Хорватія          | Кроація Загреб    | 2–6            | 0–4          |  |
| 1998–99 | Кубок УЄФА                   | 1КР   | Словаччина        | Інтер Братислава  | 0–2            | 0–2          |  |
| 1999–00 | Ліга чемпіонів               | 1КР   | Ісландія          | Вестманнаейя      | 1–2            | 0–1          |  |
| 2000–01 | Ліга чемпіонів               | 1КР   | Молдова           | Зімбру            | 2–3            | 2–3          |  |
| 2001–02 | Кубок УЄФА                   | КР    | Кіпр              | Аполлон Лімасол   | 3–2            | 1–3          |  |
| 2002–03 | Кубок УЄФА                   | КР    | Румунія           | Націонал Бухарест | 0–1            | 2–2          |  |
| 2003–04 | Ліга чемпіонів               | 1КР   | Грузія            | Динамо Тбілісі    | 3–0 (4:2 пен.) | 0-3          |  |
| 2003–04 | Ліга чемпіонів               | 2КР   | Австрія           | Грацер            | 1–5            | 1–2          |  |
| 2004–05 | Ліга чемпіонів               | 1КР   | Білорусь          | Гомель            | 0-1            | 2-0          |  |
| 2004–05 | Ліга чемпіонів               | 2КР   | Угорщина          | Ференцварош       | 2–3            | 1–0          |  |
| 2005–06 | Ліга чемпіонів               | 1КР   | Словенія          | Гориця            | 3–0            | 0-2          |  |
| 2005–06 | Ліга чемпіонів               | 2КР   | Болгарія          | ЦСКА Софія        | 0–2            | 0–2          |  |
| 2006–07 | Кубок УЄФА                   | 1КР   | Хорватія          | Вартекс           | 2–0            | 1-1          |  |
| 2006–07 | Кубок УЄФА                   | 2КР   | Туреччина         | Кайсеріспор       | 0–2            | 1–3          |  |
| 2007–08 | Ліга чемпіонів               | 1КР   | Словенія          | Домжале           | 1–2            | 0–1          |  |
| 2009–10 | Ліга чемпіонів               | 2КР   | Норвегія          | Стабек            | 1–1            | 0–4          |  |
| 2010–11 | Ліга Європи                  | 1КР   | Угорщина          | Залаегерсег       | 0–0            | 1-0 (дод.ч.) |  |
| 2010–11 | Ліга Європи                  | 2КР   | Нідерланди        | Утрехт            | 1–1            | 0–4          |  |
| 2011–12 | Ліга Європи                  | 2КР   | Словаччина        | Спартак Трнава    | 0–0            | 1–3          |  |
| 2012–13 | Ліга Європи                  | 1КР   | Люксембург        | Гревенмахер       | 2–0            | 0-0          |  |
| 2012–13 | Ліга Європи                  | 2КР   | Норвегія          | Олесунн           | 1–1            | 0–5          |  |
| 2017–18 | Ліга Європи                  | 1КР   | Ізраїль           | Маккабі Тель-Авів | 0-3            | 0–2          |  |